# František Šuranský
František Šuranský (* 26. listopadu 1939) je bývalý český fotbalista, útočník.

## Fotbalová kariéra
Do Hradce Králové přišel z MŽ Olomouc. V československé lize hrál za Spartak Hradec Králové. Nastoupil ve 27 ligových utkáních a dal 3 ligové góly.

## Ligová bilance
| Ročník                                   | Zápasy | Góly | Klub                   |
| ---------------------------------------- | ------ | ---- | ---------------------- |
| 1. československá fotbalová liga 1965/66 | 15     | 2    | Spartak Hradec Králové |
| 1. československá fotbalová liga 1966/67 | 12     | 1    | Spartak Hradec Králové |
| CELKEM                                   | 27     | 3    |                        |